# Anastasía Tarakánova
Anastasía Anatólievna Tarakánova (en ruso: Анастаси́я Анато́льевна Тарака́нова, Volgogrado, 14 de abril de 2004) es una patinadora artística sobre hielo rusa. Es medallista de bronce de la Final de Grand Prix Júnior de 2017-2018.

## Carrera
Nació en abril de 2004 en Volgogrado, Rusia. Sus padres también son atletas; comenzó a patinar a la edad de 4 años. Comenzó a entrenar con Svetlana Panova, pero dejó de hacerlo en abril de 2017. Desde entonces comenzó a entrenar con Eteri Tutberidze en el club Sambo 70 en Moscú, junto con sus compañeras Yevguenia Medvédeva y Alina Zaguítova. Tuvo su debut internacional en septiembre de 2017 en el evento de Grand Prix Júnior en Austria, donde con el primer lugar en ambos programas y una puntuación total de 196.68, obtuvo la medalla de oro.
Ganó el tercer puesto en el siguiente evento de Grand Prix Júnior en Croacia y calificó a la Final del Grand Prix Júnior de 2017-2018, celebrada en Nagoya, Japón. En la final obtuvo una puntuación de 199.64 puntos y logró la medalla de bronce, además se convirtió en su mejor marca personal. Sus compañeras de entrenamiento Aleksandra Trúsova y Aliona Kostornaia quedaron en primer y segundo lugar respectivamente. En enero de 2018 participó en el Campeonato de Rusia en nivel júnior, donde quedó en el séptimo puesto.

### Programas
| Temporada | Programa corto | Programa libre                                                                 | Exhibición |
| --------- | --- | ------------------------------------------------------------------------------ | ---------- |
| 2019–2020 | - Man with a Harmonica (de Once Upon a Time in the West) por Ennio Morricone - The House of the Rising Sun de The Animals por Heavy Young Heathens coreografía de Anna Novichkina e Ilona Protasenya | - Frida de Elliot Goldenthal coreografía Elena Romanovskaya e Ilona Protasenya |            |
| 2018-2019 | Querer de Francesca Gagnon | Believer de Imagine Dragons                                                    |            |
| 2017-2018 | Experience y Fly de Ludovico Einaudi (coreografía de Daniil Gleikhengauz) | Sarabande Suite (Aeternae) de Globus (coreografía de Daniil Gleikhengauz)      |            |
| 2016-2017 | Strange Birds por Birdy (coreografía de Ilona Protasenia) | Tore My Heart de OONA (coreo de Ilona Protasenia)                              |            |

### Resultados detallados
- Resultados en negrita son mejores marcas personales

| Temporada 2019-2020                   |                                                |        |         |                |                |           |
| Fecha                                 | Evento                                         | Nivel  | EL      | Programa corto | Programa libre | Total     |
| 28-31 de agosto de 2019               | Grand Prix Júnior de Estados Unidos 2019       | Júnior |         | 4 58.43        | 3 120.86       | 3 179.29  |
| Temporada 2018-2019                   |                                                |        |         |                |                |           |
| 19–23 de diciembre de 2018            | Campeonato de Rusia 2019                       | Sénior |         | 17 59.17       | 8 134.27       | 13 193.44 |
| 6–9 de diciembre de 2018              | Final del Grand Prix Júnior 2018-2019          | Júnior |         | 5 61.78        | 4 128.68       | 4 190.46  |
| 3–6 de octubre de 2018                | Grand Prix Júnior de Eslovenia 2018            | Júnior |         | 3 63.98        | 1 126.07       | 1 190.05  |
| 12–15 de septiembre de 2018           | Grand Prix Júnior de Canadá 2018               | Júnior |         | 2 64.56        | 2 126.13       | 2 190.69  |
| Temporada 2017-2018                   |                                                |        |         |                |                |           |
| Fecha                                 | Evento                                         | Nivel  | EL      | Programa corto | Programa libre | Total     |
| 23–26 de enero de 2018                | Campeonato Júnior de Rusia 2018                | Júnior |         | 4 69.74        | 7 128.64       | 7 198.38  |
| 7–10 de diciembre de 2017             | Final del Grand Prix Júnior de 2017-2018       | Júnior |         | 3 67.90        | 3 131.74       | 3 199.64  |
| 27–30 de septiembre de 2017           | Grand Prix Júnior de Croacia 2017              | Júnior |         | 1 66.58        | 6 98.99        | 3 165.57  |
| 31 de agosto– 2 de septiembre de 2017 | Grand Prix Júnior de Austria 2017              | Júnior |         | 1 66.68        | 1 130.00       | 1 196.68  |
| Temporada 2016-2017                   |                                                |        |         |                |                |           |
| Fecha                                 | Evento                                         | Nivel  | EL      | Programa corto | Programa libre | Total     |
| 1–4 de abril de 2017                  | Campeonato ruso de la juventud 2017            | Júnior |         | 2 67.54        | 2 129.40       | 1 196.94  |
| 3-7 de marzo de 2017                  | 2017 Russian Youth Championships - Younger Age | Novice | 2 55.32 | 1 65.12        | 2 125.74       | 1 246.18  |
| 21-24 de febrero de 2017              | Campeonato de Moscú de 2017                    | Júnior |         | 5 60.77        | 5 115.51       | 5 176.28  |
| 1–5 de febrero de 2017                | Campeonato de Rusia de 2017                    | Júnior |         | 16 53.29       | 14 112.09      | 14 165.38 |
| Temporada 2015-2016                   |                                                |        |         |                |                |           |
| Fecha                                 | Evento                                         | Nivel  | EL      | Programa corto | Programa libre | Total     |
| 21–23 de enero de 2016                | Campeonato de Rusia 2016                       | Júnior |         | 18 47.62       | 14 101.46      | 16 149.08 |